# 保加利亚总理列表
这是一个从保加利亚大公国建立 (1878年)到现今保加利亚国家的政府首脑列表。

## 保加利亚公国（1878年–1908年）
| #                                   | 姓名 （生﹣卒）                                                  | 肖像 | 选举                          | 就任           | 离任           | 任期長度       | 政党                      |
| ----------------------------------- | ---------------------------------------------------------------- | ---- | ----------------------------- | -------------- | -------------- | -------------- | ------------------------- |
| 部长会议主席（首相） 1879 – 1908    |                                                                  |      |                               |                |                |                |                           |
| 1                                   | 托多尔·布尔莫夫 （Todor Burmov） （1834–1906）                   |      | 1879年1月                     | 1879年7月17日  | 1879年12月6日  | 142天          | 保守党                    |
| 2                                   | 克利门特·特尔诺夫斯基大主教 （Kliment Turnovski） （1841﹣1906） |      | —                             | 1879年12月6日  | 1880年4月7日   | 123天          | 保守党                    |
| 3                                   | 德拉甘·詹科夫 （Dragan Tsankov） （1828﹣1911）                  |      | 1879（9﹣10） 1880            | 1880年4月7日   | 1880年12月10日 | 247天          | 自由党                    |
| 4                                   | 佩特科·卡拉维洛夫 （Petko Karavelov） （1843–1903）              |      | 1881（1）                     | 1880年12月10日 | 1881年5月9日   | 150天          | 自由党                    |
| 5                                   | 约翰·卡西米尔·厄恩鲁斯 （John Casimir Ehrnrooth） （1833–1913）  |      | 1881（6）                     | 1881年5月9日   | 1881年7月13日  | 65天           | 軍人 （俄羅斯帝國陸軍）   |
| 空缺（1881年7月13日﹣1882年7月5日） |                                                                  |      |                               |                |                |                |                           |
| 6                                   | 列昂尼德·索伯列夫 （Leonid Sobolev） （1844–1913）               |      | 1882                          | 1882年7月5日   | 1883年9月19日  | 1年2个月又14天 | 军人 （俄羅斯帝國陸軍）   |
| （3）                               | 德拉甘·詹科夫 （1828–1911） （第2次）                            |      | 1884                          | 1883年9月19日  | 1884年7月11日  | 296天          | 自由党                    |
| （4）                               | 佩特科·卡拉维洛夫 （1843–1903） （第2次）                        |      | —                             | 1884年7月11日  | 1886年8月21日  | 2年1个月又10天 | 自由党                    |
| （2）                               | 克利门特·特尔诺夫斯基大主教 （1841–1906） （第2次）              |      | —                             | 1886年8月21日  | 1886年8月24日  | 3天            | 保守党                    |
| （4）                               | 佩特科·卡拉维洛夫 （1843–1903） （第3次）                        |      | —                             | 1886年8月24日  | 1886年8月28日  | 4天            | 自由党                    |
| 7                                   | 瓦西里·拉多斯拉沃夫 （Vasil Radoslavov） （1854–1929）           |      | 1886                          | 1886年8月28日  | 1887年7月10日  | 316天          | 自由党                    |
| 8                                   | 康斯坦丁·斯托伊洛夫 （Konstantin Stoilov） （1853–1901）         |      | —                             | 1887年7月10日  | 1887年9月1日   | 53天           | 保守党                    |
| 9                                   | 斯特凡·斯塔姆博洛夫 （Stefan Stambolov） （1854–1895）           |      | 1887 1890 1893（4） 1893（7） | 1887年9月1日   | 1894年5月31日  | 6年8个月又30天 | 人民自由党                |
| （8）                               | 康斯坦丁·斯托伊洛夫 （1853–1901） （第2次）                      |      | 1894 1896                     | 1894年5月31日  | 1899年1月30日  | 4年7个月又30天 | 人民自由党                |
| 10                                  | 迪米特尔·格列柯夫 （Dimitar Grekov） （1847–1901）               |      | 1899                          | 1899年1月30日  | 1899年10月13日 | 256天          | 人民自由党                |
| 11                                  | 托多尔·伊万乔夫 （Todor Ivanchov） （1858–1906）                 |      | —                             | 1899年10月13日 | 1901年1月25日  | 1年3个月又12天 | 自由党 （拉多斯拉沃夫派） |
| 12                                  | 拉乔·佩特罗夫 （Racho Petrov） （1861–1942）                     |      | 1901                          | 1901年1月25日  | 1901年3月5日   | 39天           | 无党籍                    |
| （4）                               | 佩特科·卡拉维洛夫 （1843–1903） （第4次）                        |      | —                             | 1901年3月5日   | 1902年1月4日   | 305天          | 民主党                    |
| 13                                  | 斯托扬·达涅夫 （Stoyan Danev） （1858–1949）                     |      | 1902                          | 1902年1月4日   | 1903年5月19日  | 1年4个月又15天 | 进步自由党                |
| （12）                              | 拉乔·佩特罗夫 （1861–1942） （第2次）                            |      | 1903                          | 1903年5月19日  | 1906年11月5日  | 3年5个月又17天 | 无党籍                    |
| 14                                  | 迪米特爾·佩特科夫 （Dimitar Petkov） （1858–1907）               |      | —                             | 1906年11月5日  | 1907年3月11日  | 126天          | 人民自由党                |
| 15                                  | 迪米特尔·斯坦乔夫 （Dimitar Stanchov） （1863–1940） （代理）    |      | —                             | 1907年3月12日  | 1907年3月16日  | 4天            | 无党籍                    |
| 16                                  | 佩特尔·古德夫 （Petar Gudev） （1863–1932）                      |      | —                             | 1907年3月16日  | 1908年1月29日  | 319天          | 人民自由党                |
| 17                                  | 亚历山大·马利诺夫 （Aleksandar Malinov） （1867–1938）           |      | 1908                          | 1908年1月29日  | 1908年10月5日  | 250天          | 民主党                    |

## 保加利亚王国（1908年–1946年）
| #                                | 姓名 （生﹣卒）                                                       | 肖像 | 选举                | 就任           | 离任                   | 任期長度       | 政党                      |
| -------------------------------- | --------------------------------------------------------------------- | ---- | ------------------- | -------------- | ---------------------- | -------------- | ------------------------- |
| 部长会议主席（首相） 1908 – 1946 |                                                                       |      |                     |                |                        |                |                           |
| 17                               | 亚历山大·马利诺夫 （Aleksandar Malinov） （1867–1938）                |      | —                   | 1908年10月5日  | 1911年3月29日          | 2年5个月又24天 | 民主党                    |
| 18                               | 伊万·埃夫斯特拉铁维奇·盖朔夫 （Ivan Evstratiev Geshov） （1849–1924） |      | 1911（6） 1911（9） | 1911年3月29日  | 1913年6月14日          | 2年2个月又16天 | 人民党                    |
| （13）                           | 斯托扬·达涅夫 （Stoyan Danev） （1858–1949） （第2次）                |      | —                   | 1913年6月14日  | 1913年7月17日          | 33天           | 进步自由党                |
| （7）                            | 瓦西里·拉多斯拉沃夫 （Vasil Radoslavov） （1854–1929） （第2次）      |      | 1913 1914           | 1913年7月17日  | 1918年6月21日          | 4年11个月又4天 | 自由党 （拉多斯拉沃夫派） |
| （17）                           | 亚历山大·马利诺夫 （Aleksandar Malinov） （1867–1938） （第2次）      |      | —                   | 1918年6月21日  | 1918年11月28日         | 160天          | 民主党                    |
| 19                               | 特奥多尔·特奥多罗夫 （Teodor Teodorov） （1859–1924）                 |      | —                   | 1918年11月28日 | 1919年10月6日          | 312天          | 人民党                    |
| 20                               | 亚历山大·斯塔姆博利伊斯基 （Aleksandar Stamboliyski） （1879–1923）   |      | 1919 1920 1923（4） | 1919年10月6日  | 1923年6月9日 （废黜）  | 3年8个月又3天  | 保加利亚农业人民联盟      |
| 21                               | 亚历山大·詹科夫 （Aleksandar Tsankov） （1879–1959）                  |      | 1923（11）          | 1923年6月9日   | 1926年1月4日           | 2年6个月又26天 | 民主联盟                  |
| 22                               | 安德烈·列普切夫 （Andrey Lyapchev） （1866–1933）                     |      | 1927                | 1926年1月4日   | 1931年6月29日          | 5年5个月又25天 | 民主联盟                  |
| （17）                           | 亚历山大·马利诺夫 （Aleksandar Malinov） （1867–1938） （第3次）      |      | 1931                | 1931年6月29日  | 1931年10月12日         | 105天          | 民主党                    |
| 23                               | 尼古拉·穆沙诺夫 （Nikola Mushanov） （1872–1951）                     |      | —                   | 1931年10月12日 | 1934年5月19日 （废黜） | 2年7个月又7天  | 民主党                    |
| 24                               | 基蒙·格奥尔吉耶夫 （Kimon Georgiev） （1882–1969）                    |      | —                   | 1934年5月19日  | 1935年1月22日          | 248天          | 環節                      |
| 25                               | 彭乔·兹拉特夫 （Pencho Zlatev） （1881–1948）                         |      | —                   | 1935年1月22日  | 1935年4月21日          | 89天           | 軍人                      |
| 26                               | 安德烈·托舍夫 （Andrey Toshev） （1867–1944）                         |      | —                   | 1935年4月21日  | 1935年11月23日         | 216天          | 无党籍                    |
| 27                               | 格奥尔基·乔塞瓦诺夫 （Georgi Kyoseivanov） （1884–1960）              |      | 1938 1939           | 1935年11月23日 | 1940年2月16日          | 4年2个月又24天 | 无党籍                    |
| 28                               | 博格丹·菲洛夫 （Bogdan Filov） （1883–1945）                          |      | —                   | 1940年2月16日  | 1943年9月9日           | 3年6个月又24天 | 无党籍                    |
| –                                | 佩特尔·加布罗夫斯基 （Petur Gabrovski） （1898–1947） （代理）        |      | —                   | 1943年9月9日   | 1943年9月14日          | 5天            | 无党籍                    |
| 29                               | 多布里·勃日洛夫 （Dobri Bozhilov） （1884–1945）                      |      | —                   | 1943年9月14日  | 1944年6月1日           | 261天          | 无党籍                    |
| 30                               | 伊万·伊万诺夫·巴格良诺夫 （Ivan Ivanov Bagryanov） （1891–1945）      |      | —                   | 1944年6月1日   | 1944年9月2日           | 93天           | 无党籍                    |
| 31                               | 康斯坦丁·穆拉维耶夫 （Konstantin Muraviev） （1893–1965）             |      | —                   | 1944年9月2日   | 1944年9月9日 （废黜）  | 7天            | 保加利亚农业人民联盟      |
| （24）                           | 基蒙·格奥尔吉耶夫 （1882–1969） （第2次）                             |      | 1945                | 1944年9月9日   | 1946年9月15日          | 2年6天         | 環節                      |

## 保加利亞人民共和國（1946年–1990年）
| #                        | 姓名 （生﹣卒）                                        | 肖像 | 选举      | 就任           | 离任           | 任期長度        | 政党           |
| ------------------------ | ------------------------------------------------------ | ---- | --------- | -------------- | -------------- | --------------- | -------------- |
| 部长会议主席 1946 – 1990 |                                                        |      |           |                |                |                 |                |
| （24）                   | 基蒙·格奥尔吉耶夫 （1882–1969） （第2次）              |      | 1945      | 1946年9月15日  | 1946年11月23日 | 69天            | 環節           |
| 32                       | 格奥尔基·季米特洛夫 （Georgi Dimitrov） （1882–1949）  |      | 1946      | 1946年11月23日 | 1949年7月2日   | 2年7个月又9天   | 保加利亚共产党 |
| 33                       | 瓦西里·科拉羅夫 （Vasil Kolarov） （1877–1950）        |      | 1949      | 1949年7月2日   | 1950年1月23日  | 205天           | 保加利亚共产党 |
| 34                       | 维尔科·契尔文科夫 （Valko Chervenkov） （1900–1980）   |      | 1953      | 1950年2月3日   | 1956年4月17日  | 6年2个月又14天  | 保加利亚共产党 |
| 35                       | 安东·于哥夫 （Anton Yugov） （1904–1991）              |      | 1957      | 1956年4月17日  | 1962年11月19日 | 6年7个月又2天   | 保加利亚共产党 |
| 36                       | 托多尔·日夫科夫 （Todor Zhivkov） （1911–1998）        |      | 1962 1966 | 1962年11月19日 | 1971年7月7日   | 8年7个月又18天  | 保加利亚共产党 |
| 37                       | 斯坦科·托多罗夫 （Stanko Todorov） （1920–1996）       |      | 1971 1976 | 1971年7月7日   | 1981年6月16日  | 9年11个月又9天  | 保加利亚共产党 |
| 38                       | 格里沙·菲利波夫 （Grisha Filipov） （1919–1994）       |      | 1981      | 1981年6月16日  | 1986年3月21日  | 4年9个月又5天   | 保加利亚共产党 |
| 39                       | 格奧尔基·阿塔纳索夫 （Georgi Atanasov） （1933–2022 ） |      | 1986      | 1986年3月21日  | 1990年2月3日   | 3年10个月又13天 | 保加利亚共产党 |
| 40                       | 安德烈·卢卡诺夫 （Andrey Lukanov） （1938–1996）       |      | —         | 1990年2月3日   | 1990年11月15日 | 285天           | 保加利亞社會黨 |

## 保加利亚共和国（1990年至今）
| #                        | 姓名 （生﹣卒）                                                 | 肖像 | 选举                | 就任           | 离任           | 任期長度        | 政党                   |
| ------------------------ | --------------------------------------------------------------- | ---- | ------------------- | -------------- | -------------- | --------------- | ---------------------- |
| 部长会议主席 1990 – 1991 |                                                                 |      |                     |                |                |                 |                        |
| (40)                     | 安德烈·卢卡诺夫 （Andrey Lukanov） （1938–1996）                |      | —                   | 1990年11月15日 | 1990年12月7日  | 22天            | 保加利亞社會黨         |
| 41                       | 迪米特尔·波波夫 （Dimitar Iliev Popov） （1927–2015）           |      | 1990                | 1990年12月7日  | 1991年11月8日  | 336天           | 无党籍                 |
| 总理 1991年起            |                                                                 |      |                     |                |                |                 |                        |
| 42                       | 菲利普·季米特洛夫 （Philip Dimitrov） （1955– ）                |      | 1991                | 1991年11月8日  | 1992年12月30日 | 1年1个月又22天  | 民主力量联盟           |
| 43                       | 柳本·贝罗夫 （Lyuben Berov） （1925–2006）                      |      | —                   | 1992年12月30日 | 1994年10月17日 | 1年9个月又17天  | 无党籍                 |
| 44                       | 雷内塔·因卓娃 （Reneta Indzhova） （1953– ） （代理）           |      | —                   | 1994年10月17日 | 1995年1月25日  | 100天           | 无党籍                 |
| 45                       | 然·维德诺夫 （Zhan Videnov） （1959– ）                         |      | 1994                | 1995年1月25日  | 1997年2月13日  | 2年19天         | 保加利亞社會黨         |
| 46                       | 斯特凡·索菲扬斯基 （Stefan Sofiyanski） （1951– ） （代理）     |      | —                   | 1997年2月13日  | 1997年5月21日  | 97天            | 民主力量联盟           |
| 47                       | 伊万·科斯托夫 （Ivan Kostov） （1949– ）                        |      | 1997                | 1997年5月21日  | 2001年7月24日  | 4年2个月又3天   | 民主力量联盟           |
| 48                       | 西美昂·薩克森-科堡-柯達 （Simeon Saxe-Coburg-Gotha） （1937– ） |      | 2001                | 2001年7月24日  | 2005年8月17日  | 4年24天         | 西美昂二世全国运动     |
| 49                       | 谢尔盖·斯塔尼舍夫 （Sergei Stanishev） （1966– ）               |      | 2005                | 2005年8月17日  | 2009年7月27日  | 3年11个月又10天 | 保加利亞社會黨         |
| 50                       | 博伊科·鲍里索夫 （Boyko Borisov） （1959– ）                    |      | 2009                | 2009年7月27日  | 2013年3月13日  | 3年7个月又14天  | 保加利亞歐洲發展公民黨 |
| 51                       | 马林·拉伊科夫 （Marin Raykov） （1960– ） （看守總理）          |      | —                   | 2013年3月13日  | 2013年5月29日  | 77天            | 无党籍                 |
| 52                       | 普拉门·奥雷沙尔斯基 （Plamen Oresharski） （1960– ）            |      | 2013                | 2013年5月29日  | 2014年8月6日   | 1年2个月又8天   | 无党籍                 |
| 53                       | 格奥尔基·布里兹纳什基 （Georgi Bliznashki） (1956– ) (看守總理) |      | —                   | 2014年8月6日   | 2014年11月7日  | 93天            | 无党籍                 |
| (50)                     | 博伊科·鲍里索夫 (1959– ) (第2次)                                |      | 2014                | 2014年11月7日  | 2017年1月27日  | 2年2个月又20天  | 保加利亞歐洲發展公民黨 |
| 54                       | 奥格尼扬·格尔吉科夫 （Ognyan Gerdzhikov） (1946– ) （看守總理） |      | —                   | 2017年1月27日  | 2017年5月4日   | 97天            | 穩定與進步國家運動     |
| (50)                     | 博伊科·鲍里索夫 (1959– ) (第3次)                                |      | 2017                | 2017年5月4日   | 2021年5月12日  | 4年8天          | 保加利亞歐洲發展公民黨 |
| 55                       | 斯特凡·亚涅夫 （Stefan Yanev） (1960– ) （看守總理）            |      | 2021年4月 2021年7月 | 2021年5月12日  | 2021年12月13日 | 215天           | 无党籍                 |
| 56                       | 基里尔·佩特科夫 （Kiril Petkov） (1960– )                       |      | 2021年11月          | 2021年12月13日 | 2022年8月1日   | 231天           | 我们继续变革           |
| 57                       | 加拉布·多涅夫 （Galab Donev） (1967– ) （看守總理）             |      | — 2022              | 2022年8月2日   | 2023年6月6日   | 308天           | 无党籍                 |
| 58                       | 尼古拉·登科夫 （Nikolai Denkov） (1962– )                       |      | 2023                | 2023年6月6日   | 2024年4月9日   | 308天           | 我们继续变革           |
| 59                       | 迪米特尔·格拉夫切夫 （Dimitar Glavchev） (1963– ) （看守總理）  |      | — 2024年6月         | 2024年4月9日   | 2025年1月16日  | 339天           | 无党籍                 |
| 60                       | 罗森·热利亚兹科夫 (1968年生)                                    |      | 2024年10月          | 2025年1月16日  | 现任           | 57天            | 保加利亞歐洲發展公民黨 |